# NGC 653
NGC 653 је спирална галаксија у сазвежђу Троугао која се налази на NGC листи објеката дубоког неба.
Деклинација објекта је + 35° 38' 19" а ректасцензија 1h 42m 25,6s. Привидна величина (магнитуда) објекта NGC 653 износи 13,5 а фотографска магнитуда 14,3. NGC 653 је још познат и под ознакама UGC 1193, MCG 6-4-58, CGCG 521-70, PGC 6290.